# Família Kr
Família Kr é um grande grupo de manuscritos do Novo Testamento. Ela pertence ao Texto-tipo Bizantino que é uma das famílias textuais desse grupo. Hermann von Soden designou a família pelo símbolo Kr.

## Membros da família
O Wisse enumerou 221 manuscritos desta família:
18, 35, 47, 55, 56, 58, 66, 83, 128, 141, 147, 155, 167, 170, 182, 189, 201, 204, 214, 246, 285, 290, 361, 363, 386, 387, 394, 402, 479, 480, 483 (Corretor de Luke), 510, 511, 512, 516, 521, 547, 553, 558, 575, 586, 588, 594, 645, 660, 664, 673, 685, 689, 691, 694, 696, 757, 758, 763, 769, 781, 786, 789, 797, 802, 806, 824, 825, 845, 867, 897, 928, 932, 938, 940, 952, 953, 955, 959, 960, 962, 966, 973, 975, 1003, 1020, 1023, 1025, 1030, 1046, 1059, 1062, 1072, 1075, 1082, 1092, 1095, 1111, 1116, 1145, 1156, 1147, 1158, 1165, 1169, 1176, 1185, 1189, 1190, 1199, 1224, 1234, 1236, 1247, 1250, 1251, 1276, 1323, 1328, 1329, 1334, 1339, 1348, 1389, 1400, 1401, 1409, 1435, 1445, 1453, 1461, 1462, 1471, 1476, 1480, 1482, 1487, 1488, 1489, 1492, 1493, 1496, 1499, 1501, 1503, 1508, 1517, 1543, 1544, 1548, 1551, 1552, 1559, 1560, 1572, 1576, 1584, 1596, 1599, 1600, 1601, 1614, 1617, 1619, 1621, 1622, 1625, 1628, 1633, 1634, 1636, 1637, 1638, 1648, 1649, 1650, 1656, 1658, 1659, 1664, 1667, 1686, 1694, 1698, 1699, 1703, 1713, 1813, 2122, 2135, 2204, 2221, 2260, 2261, 2273, 2284, 2296, 3222, 2323, 2355, 2364, 2367, 2370, 2382, 2399, 2407, 2452, 2454, 2460, 2466, 2483, 2496, 2503, 2520, 2554, 2621, 2635, 2673, 2689, 2692, 2709, 2765, 2767.

## Leitura recomendada
- Russell Champlin, Family E and Its Allies in Matthew (Studies and Documents, XXIII; Salt Lake City, UT, 1967).
- J. Greelings, Family E and Its Allies in Mark (Studies and Documents, XXXI; Salt Lake City, UT, 1968).
- J. Greelings, Family E and Its Allies in Luke (Studies and Documents, XXXV; Salt Lake City, UT, 1968).